# Supermassive Games
Supermassive Games es una empresa de desarrollo de videojuegos británica basada en Guildford, Surrey, Reino Unido. La compañía se especializa en el desarrollo de la familia de sistemas PlayStation, produciendo un solo título que no fue lanzado para una consola de Sony, y dos que no eran exclusivos.

## Juegos desarrollados
| Año       | Juego                                           | Plataformas                                                                |
| --------- | ----------------------------------------------- | -------------------------------------------------------------------------- |
| 2009–2010 | LittleBigPlanet (contenido descargable)         | PlayStation 3                                                              |
| 2010      | Big Match Striker                               | Microsoft Windows                                                          |
| 2010      | Tumble                                          | PlayStation 3                                                              |
| 2010      | Start the Party!                                | PlayStation 3                                                              |
| 2010      | Sackboy's Prehistoric Moves                     | PlayStation 3                                                              |
| 2011      | Start the Party! Save the World                 | PlayStation 3                                                              |
| 2011–2012 | LittleBigPlanet 2 (contenido descargable)       | PlayStation 3                                                              |
| 2012      | Doctor Who: The Eternity Clock                  | Microsoft Windows, PlayStation 3, PlayStation Vita                         |
| 2012      | Killzone HD                                     | PlayStation 3                                                              |
| 2013      | LittleBigPlanet PS Vita (contenido descargable) | PlayStation Vita                                                           |
| 2013      | Walking with Dinosaurs                          | PlayStation 3                                                              |
| 2015      | Until Dawn                                      | PlayStation 4                                                              |
| 2016      | Until Dawn: Rush of Blood                       | PlayStation VR                                                             |
| 2016      | Tumble VR                                       | PlayStation VR                                                             |
| 2017      | Intenciones Ocultas                             | PlayStation 4                                                              |
| 2018      | The Inpatient                                   | PlayStation VR                                                             |
| 2019      | The Dark Pictures: Man of Medan                 | PlayStation 4, Xbox One, Microsoft Windows                                 |
| 2020      | The Dark Pictures: Little Hope                  | PlayStation 4, Xbox One, Microsoft Windows                                 |
| 2021      | The Dark Pictures: House of Ashes               | PlayStation 4, Xbox One, Microsoft Windows                                 |
| 2022      | The Quarry                                      | PlayStation 4, PlayStation 5, Xbox One, Xbox Series X/S, Microsoft Windows |
| 2022      | The Dark Pictures Antology: The Devil In Me     | Playstation 4, Playstation 5, Xbox One, Xbox Series X/S, Microsoft Windows |
| 2024      | The Casting of Frank Stone                      | PlayStation 5,Xbox Series X y Series S y Microsoft Windows                 |